# Don Larsen
Donald James Larsen (Michigan City, 7 agosto 1929 – Hayden, 1º gennaio 2020) è stato un giocatore di baseball statunitense, di ruolo lanciatore, che giocò per 14 anni nella Major League Baseball.
Il suo record in carriera, 81 vittorie e 91 sconfitte, passa in secondo piano di fronte al perfect game che lanciò l'8 ottobre 1956, l'unico mai realizzato in una partita di World Series.

## La carriera

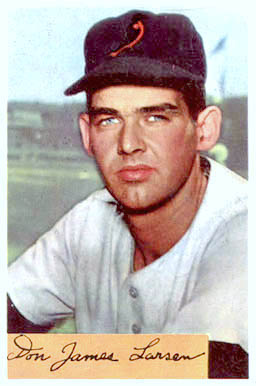
Larsen con gli Orioles nel 1954

In 14 stagioni di permanenza nella Major League, dal suo debutto il 18 aprile 1953, al Briggs Stadium di Detroit contro i Detroit Tigers, all'ultima partita giocata il 7 luglio 1967, Don Larsen ha giocato per sette diverse squadre, per la maggior parte degli anni ricoprendo il ruolo di lanciatore di rilievo, occasionalmente di lanciatore partente. Il suo record di carriera, 81 vittorie e 91 sconfitte, è comunque in massima parte determinato dalla stagione 1954, trascorsa ai Baltimore Orioles, franchigia al primo anno ufficiale nella MLB, in cui vinse solo 3 partite, a fronte di 21 sconfitte.
Per sua fortuna, e per quella del suo record, al termine della stagione fu ceduto ai New York Yankees, dove in 5 stagioni in una delle squadre più vincenti della storia del baseball moderno ebbe modo di vincere 45 partite, con solo 21 sconfitte, e due World Series. La sua migliore stagione, che culminò nel perfect game, è stata il 1956, con un record di 11 vittorie e 5 sconfitte, e record di carriera per strikeout (107) e media PGL (3,26).
Ceduto ai Kansas City Athletics dopo la stagione 1959, in uno scambio che portò agli Yankees Roger Maris, Larsen ebbe un'ottima stagione nel 1962, anno in cui vinse il titolo della National League con i San Francisco Giants, che ottennero ben 103 vittorie nella stagione. Per lui, però, nella serie finale contro gli Yankees non riuscì ad ottenere la rivincita contro la sua ex squadra, che vinse il titolo per 4 partite a 3, vincendo 1-0 l'ultima partita.
L'ultima stagione di Larsen fu la 1967, anno in cui lanciò per i Chicago Cubs.
È scomparso il 1º gennaio 2020 all'età di 90 anni

## La partita perfetta
L'8 ottobre 1956, Larsen scrisse una pagina di storia del baseball lanciando l'unico perfect game di una World Series, nella quinta partita dell'ultimo scontro diretto tra le due grandi rivali di New York, gli Yankees e i Brooklyn Dodgers, che l'anno successivo si sarebbero trasferiti a Los Angeles. 
Già apparso in gara 2 della serie, e tolto dal campo dopo soli 2 inning in cui aveva concesso 4 punti ai Dodgers, Larsen fu scelto come partente dell'importantissima gara 5 della serie, che vedeva le due rivali in parità. Ma al contrario della precedente prestazione, in cui aveva concesso anche 4 basi su ball, il controllo di Larsen nel suo giorno perfetto fu impeccabile.
La difesa aiutò Larsen in due giochi chiave: nel corso del secondo inning, una battuta del seconda base dei Dodgers, Jackie Robinson, fu deviata dal guantone del terza base degli Yankees, Andy Carey, proprio sull'interbase Gil McDougald, che riuscì ad eliminare Robinson proprio all'ultimo momento. Nel quinto inning, Mickey Mantle realizzò una spettacolare presa al volo per negare una valida che sembrava sicura a Gil Hodges: in precedenza, Mantle aveva portato in vantaggio gli Yankees con un fuoricampo millimetrico, la prima valida concessa dal lanciatore partente dei Dodgers, Sal Maglie, dopo 11 eliminazioni consecutive di giocatori degli Yankees.
Con due eliminati nel nono inning, Larsen fronteggiò Dale Mitchell, portandosi in vantaggio con un ball e due strike: poi il lancio numero 97 della sua partita fu chiamato ancora strike, e Larsen si guadagnò un posto sul libri di storia del baseball, subito portato in trionfo dal ricevitore della partita, Yogi Berra. La prestazione di quel giorno, decisiva in una serie poi chiusa sul 4 a 3, valse a Larsen anche il titolo di miglior giocatore delle World Series.

## Premi e Riconoscimenti

### Club
- World Series: 2

New York Yankees: 1956, 1958

### Individuale
- MVP delle World Series: 1

1956
- Babe Ruth Award: 1

1956
- Lanciatore di una partita perfetta - (8 ottobre 1956, gara 5 della WS)